# Municipio de Union (condado de Dodge)
El municipio de Union (en inglés: Union Township) es un municipio ubicado en el condado de Dodge en el estado estadounidense de Nebraska. En el año 2010 tenía una población de 253 habitantes y una densidad poblacional de 1,94 personas por km².

## Geografía
El municipio de Union se encuentra ubicado en las coordenadas 41°30′19″N 96°50′18″O / 41.50528, -96.83833. Según la Oficina del Censo de los Estados Unidos, el municipio tiene una superficie total de 130.3 km², de la cual 125,62 km² corresponden a tierra firme y (3,59 %) 4,68 km² es agua.

## Demografía
Según el censo de 2010, había 253 personas residiendo en el municipio de Union. La densidad de población era de 1,94 hab./km². De los 253 habitantes, el municipio de Union estaba compuesto por el 96,84 % blancos, el 1,58 % eran asiáticos, el 0,4 % eran de otras razas y el 1,19 % eran de una mezcla de razas. Del total de la población el 1,58 % eran hispanos o latinos de cualquier raza.